# 新原茜
新原 茜（にいはら あかね、1984年4月13日 - ）は、宮崎県出身の元バスケットボール選手である。ニックネームは「アカネ」。ポジションはガード。

## 来歴
小学校でミニバスケを始め、小林中学校から小林高校を経て、ジャパンエナジーに入社。
ルーキーシーズンよりシックスウーマンとしてチームを支えている。
田中利佳の引退後、新主将に就任。
2015年引退。

## 経歴
- 小林高 - JOMO（2003年〜2015年）